# Helgsjön, Jämtland
Helgsjön är en sjö i Krokoms kommun i Jämtland och ingår i Indalsälvens huvudavrinningsområde. Sjön har en area på 0,193 kvadratkilometer och ligger 279,8 meter över havet.

## Delavrinningsområde
Helgsjön ingår i det delavrinningsområde (705257-144345) som SMHI kallar för Utloppet av Helgsjön. Medelhöjden är 334 meter över havet och ytan är 8,34 kvadratkilometer. Det finns inga avrinningsområden uppströms utan avrinningsområdet är högsta punkten. Vattendraget som avvattnar avrinningsområdet har biflödesordning 3, vilket innebär att vattnet flödar genom totalt 3 vattendrag innan det når havet efter 230 kilometer. Avrinningsområdet består mestadels av skog (67 procent). Avrinningsområdet har 0,2 kvadratkilometer vattenytor vilket ger det en sjöprocent på 2,3 procent.